# Люйлян
Люйля́н (кит. упр. 吕梁, пиньинь Lǚlíang) — городской округ в провинции Шаньси КНР.

## История
После основания империи Мин административные единицы на территории современного городского округа Люйлян находились (за исключением уезда Шилоу, входившего в состав области Сичжоу) в подчинении Тайюаньской управы (太原府) — либо напрямую, либо в составе областей Шичжоу (石州), которой подчинялся уезд Нинсян, и Фэньчжоу (汾州), которой подчинялся уезд Сяои. В 1595 году область Фэньчжоу также была поднята в статусе до управы, в подчинение которой в дополнение к уезду Сяои перешли уезд Линьсянь и область Юннин; для администрирования территории, на которой размещались власти управы, был образован уезд Фэньян. В 1612 году уезд Шилоу также перешёл в подчинение властям Фэньчжоуской управы. После Синьхайской революции в Китае была проведена реформа структуры административного деления, и в 1913 году области с управами были упразднены; область Юннин стала уездом Юннин. 
В 1914 году уезд Юннин был переименован в Лиши, а уезд Нинсян — в Чжунъян. В 1918 году был образован уезд Фаншань.
В 1949 году провинция Шаньси была разделена на 7 Специальных районов; в частности, были образованы Специальный район Синсянь (兴县专区) из 11 уездов, и Специальный район Фэньян (汾阳专区) из 9 уездов. В 1951 году Специальный район Фэньян был расформирован; уезды Цзяочэн, Вэньшуй, Фэньян и Сяои перешли в состав Специального района Юйцы (榆次专区), уезд Чжунъян — в состав Специального района Синсянь, уезд Шилоу — в состав Специального района Цзиньнань (晋南专区). В 1952 году был расформирован и Специальный район Синсянь; уезды Синсянь, Баодэ, Хэцюй, Пяньгуань, Шэньчи, Усай, Хэлань и Ланьсянь перешли в состав Специального района Синьсянь (忻县专区), уезды Чжунъян, Лиши, Фаншань и Линьсянь — в состав Специального района Юйцы. В 1954 году уезды Лиши и Фаншань были объединены в уезд Лишань. В 1958 году ещё ряд уездов были попарно объединены, но в 1959—1961 годах уезды были восстановлены в прежних границах.
В 1971 году был образован Округ Люйлян (吕梁地区), в который перешло 7 уездов из состава округа Цзиньчжун (晋中地区), 1 уезд из состава округа Линьфэнь (临汾地区) и 2 уезда из состава округа Синьсянь (忻县地区). Затем было создано ещё три уезда, и в составе округа стало 13 уездов. В 1992 году уезд Сяои был преобразован в городской уезд. В 1996 году уезды Лиши и Фэньян также были преобразованы в городские уезды.
Постановлением Госсовета КНР от 23 октября 2003 года с 2004 года округ Люйлян был расформирован, а вместо него образован городской округ Люйлян, бывший городской уезд Лиши стал районом в его составе.

## Административно-территориальное деление
Городской округ Люйлян делится на 1 район, 2 городских уезда, 10 уездов:
| Карта | Карта          | Карта    | Карта     | Карта          | Карта                  | Карта         | Карта                      |
| ----- | -------------- | -------- | --------- | -------------- | ---------------------- | ------------- | -------------------------- |
|       |                |          |           |                |                        |               |                            |
| #     | Статус         | Название | Иероглифы | Пиньинь        | Население (2003 прим.) | Площадь (км²) | Плотность населения (/км²) |
| 1     | Район          | Лиши     | 离石区    | Líshí qū       | 240 000                | 1323          | 181                        |
| 2     | Городской уезд | Сяои     | 孝义市    | Xiàoyì shì     | 430 000                | 948           | 454                        |
| 3     | Городской уезд | Фэньян   | 汾阳市    | Fényáng shì    | 400 000                | 1176          | 340                        |
| 4     | Уезд           | Вэньшуй  | 文水县    | Wénshuǐ xiàn   | 420 000                | 1064          | 395                        |
| 5     | Уезд           | Чжунъян  | 中阳县    | Zhōngyáng xiàn | 130 000                | 1441          | 90                         |
| 6     | Уезд           | Синсянь  | 兴县      | Xīng xiàn      | 270 000                | 3167          | 85                         |
| 7     | Уезд           | Линьсянь | 临县      | Lín xiàn       | 580 000                | 2979          | 195                        |
| 8     | Уезд           | Фаншань  | 方山县    | Fāngshān xiàn  | 140 000                | 1433          | 98                         |
| 9     | Уезд           | Люлинь   | 柳林县    | Liǔlín xiàn    | 300 000                | 1288          | 233                        |
| 10    | Уезд           | Ланьсянь | 岚县      | Lán xiàn       | 170 000                | 1509          | 113                        |
| 11    | Уезд           | Цзяокоу  | 交口县    | Jiāokǒu xiàn   | 110 000                | 1258          | 87                         |
| 12    | Уезд           | Цзяочэн  | 交城县    | Jiāochéng xiàn | 210 000                | 1821          | 115                        |
| 13    | Уезд           | Шилоу    | 石楼县    | Shílóu xiàn    | 100 000                | 1736          | 58                         |

## Экономика
В Зоне технико-экономического развития Люйляна расположен завод грузовиков компании Meijin Energy Group. 